# Andreas I van Hongarije
Andreas I (ca. 1014 - voor 6 december 1060), bijg. de Katholieke, was koning van Hongarije van 1047 tot 1060 en behoorde tot het huis Árpád.
Andreas was een zoon van hertog Vazul van Hongarije en daardoor was hij een achterneef van koningen Géza en Stefanus I van Hongarije. Zijn moeder is niet met zekerheid bekend: zijn vader was getrouwd met een dochter van Samuel van Bulgarije (vermoedelijk Katyn) maar de Gesta Hungarorum beweert dat Andreas en zijn broers kinderen zijn van een onbekende Hongaarse vrouw.
Op 2 september 1031 overleed Emmerik van Hongarije (heilige), de enige zoon van koning Stefanus, nadat hij tijdens de jacht door een wild zwijn was aangevallen. Stefanus wilde zeker zijn dat hij zou worden opgevolgd door een christelijke koning en wees zijn neef Peter Orseolo (zoon van zijn zuster) aan als erfgenaam. Hiermee week Stefanus af van het principe van senioraat dat in Hongarije gold. Volgens dat principe hebben jongere broers van de vorst in de opvolging voorrang boven de zoons van de vorst, opvolging door vrouwen is uitgesloten. Nu Stefanus geen zoon meer had, besloot hij om de opvolging via de vrouwelijke lijn te laten lopen. In reactie nam hertog Vazul (een geldige opvolger volgens het senioraatsprincipe, maar die ervan werd verdacht nog steeds de oorspronkelijke Hongaarse godsdienst aan te hangen) deel aan een opstand tegen Stefanus. De opstand mislukte, Vazul werd blind en doof gemaakt en zijn zoons werden verbannen.
Andreas en zijn broers Levente en Béla I van Hongarije trokken eerst naar Bohemen en vandaar naar Polen. Béla bleef in Polen en trouwde daar met een prinses, terwijl Andreas en Levente naar Kiev trokken. Andreas trouwde daar met Anastasia van Kiev.
In Hongarije kwam Peter Orseolo steeds meer in de problemen met de adel en de bisschoppen. Oorzaken hiervan waren zijn onderdanige politiek naar Duitsland en zijn conflict met Stefanus' weduwe Gisela van Beieren. Peter had al een keer naar Duitsland moeten vluchten voor een opstand van zijn neef Samuel Aba. Na een paar jaar kon hij met Duitse steun zijn koninkrijk weer heroveren. In 1046 verbande hij Gisela, en dat was aanleiding voor de bisschoppen onder leiding van Gerard Sagredo om een beroep te doen op Andreas en Levente om terug te keren. In de zomer van 1046 brak er een anti-christelijke opstand uit in Hongarije. De opstandelingen accepteerden Andreas en Levente als hun leiders. Peter werd gevangengenomen en blind gemaakt, en overleed enkele dagen later. Levente was in de gevechten zwaar gewond geraakt en overleed na enkele maanden. Andreas werd in 1047 tot koning gekroond.
Andreas was (net zoals Béla) gedoopt, Levente niet. Daardoor was Andreas acceptabel als koning, ondanks dat hij dankzij een anti-christelijke opstand aan de macht was gekomen. Andreas bevestigde de wetten van Stefanus en vroeg buitenlandse priesters naar Hongarije te komen, omdat veel priesters tijdens de opstand waren gedood. Peter Orseolo had keizer Hendrik III als zijn leenheer erkend maar Andreas weigerde dat te doen. Wel vroeg hij Béla, die in Polen een reputatie had opgebouwd als legeraanvoerder, terug te komen naar Hongarije en gaf hem grote bezittingen in leen.
In 1051 kwam de verwachte Duitse aanval. Maar de Hongaren stuurden valse berichten naar de Duitse vloot op de Donau, waardoor die terugkeerde. Het Duitse leger werd in een veldslag verslagen. In 1052 viel de Duitse vloot opnieuw aan over de Donau maar veel van de schepen werden bij Bratislava tot zinken gebracht en de vloot moest zich terugtrekken. Een bemiddelingspoging van de paus mislukte en daarom sloot Andreas een bondgenootschap met Koenraad I van Beieren tegen de keizer.
Hoewel zijn broer Béla door Andreas was erkend als opvolger, liet hij in 1057 zijn vijf jaar oude zoon Salomo van Hongarije tot medekoning kronen. Béla verliet het hof en trok zich terug op zijn landgoederen. Andreas reisde in 1058 naar Duitsland en zocht steun bij de regenten van keizer Hendrik IV. Deze steun werd bevestigd door het huwelijk van Salomo (zes jaar oud) met Judith Maria van Zwaben (drie jaar oud). Hierdoor gesteund probeerde Andreas om zich te verzoenen met Béla. Die trok echter naar Polen en maakte er geen geheim van dat hij daar een leger ging verzamelen. Andreas escorteerde zijn gezin naar Oostenrijk om ze in veiligheid te brengen maar werd vlak bij de grens bij Mosonmagyaróvár door troepen van Béla overvallen. Andreas sneuvelde maar met name de Duitse ridders in het leger van Andreas boden zoveel weerstand dat ze met Béla een vrije aftocht (met het gezin van Andreas en de schatkist) konden onderhandelen.
Andreas werd begraven in de abdij van Tihany die hij in 1055 had gesticht.

## Huwelijken en kinderen
Andreas zou een eerste huwelijk hebben gehad met een onbekende Hongaarse vrouw. Dit huwelijk zou niet christelijk zijn geweest. De vrouw is dan overleden of verstoten voor het huwelijk met Anastasia. Uit dit huwelijk zou een zoon zijn geboren, die naar Schotland zou zijn getrokken en de stamvader zou zijn van de clan Drummond.
Andreas trouwde ca. 1039 met Anastasia van Kiev. Zij kregen volgende kinderen:
- Adelheid in 1057 gehuwd met Vratislav II van Bohemen;
- Salomo van Hongarije;
- David (ovl. na  1094), met zijn moeder gevlucht naar Oostenrijk, later hertog in Hongarije, begraven in de abdij van Tihany.